# 日本における追放刑
本稿では、日本における追放刑（にほんにおけるついほうけい）の概要、歴史を述べる。
現在の日本では法定刑としての「追放」は実施されていないが、中世には追却（ついきゃく）、近世には払（はらい）などとも称され、中世・近世にわたって広く行われてきた刑罰の1つであった。

## 概要

### 古代
日本神話の世界では、スサノオが高天原から神逐とされた逸話があり、これを追放刑の始まりとする考えもある。平安時代後期の寛弘8年（1011年）、律令法においては刑に処せられた者は流罪を例外として刑期を終えた後は本貫に戻されることになっていたが、平安京を本貫とする京戸に対しては移郷の対象として平安京から追放することを認めている（『権記』・『御堂関白記』寛弘8年9月20日条）。ただし、この措置は実際には以前から行われており、その違法性が指摘されたために改めて太政官陣定において合法とする解釈を下したものである。また、同じころに付加刑的な財産刑の一環として犯罪者の居宅の「壊取」（取り壊し）が検非違使によって行われている（『小右記』寛仁3年（1019年）8月23日条・『中右記』永久2年（1114年）9月3日条）。同じく、保延5年（1139年）7月28日に金剛峯寺に出された鳥羽法皇院庁下文（『平安遺文』2412号）においても、同寺の覚鑁と対立した石清水八幡宮神人坂上有澄が恩赦の対象になったことに関連して、覚鑁を支持する法皇は有澄の帰住を不可能にするために住宅を破却して石清水の境内から永く追い払うことを命じている。こうした住居の壊取・破却措置の実施は犯罪を犯した者が刑を終えた後も元の居所に帰れなくして事実上の追放処分とすることが目的であったと考えられている。こうした付加的な措置の背景には律令制の弛緩によって戸籍などが機能しなくなって人の移動が流動性を持ち始めたことや治安の悪化に対する対応策であったと考えられている。

### 中世
だが、刑罰としての追放刑が登場するのは中世に入ってからで、鎌倉幕府が制定した『御成敗式目』でも追放よりも流罪の方が主であった。『御成敗式目』には、訴訟相手の提出文書を謀書と誣告したことが発覚した者の寺社の修理が命じられる処罰があったが、それに堪えられる財力を持たない者に対しては追放刑が科された（第15条）。また、不実の構え（虚偽の企み）によって濫訴を行ったことが発覚した者の所領の1/3の没収を命じられる処罰があったが、それに堪えられる所領を持たない者に対しても追放刑が科された（第31条）。ただし、寺社の修理や所領1/3没収の代替として追放刑が行われていることから、全所領没収およびその代替刑として実施される場合があった流罪よりは軽い位置づけの処分であったと考えられている。また、追加法では鎌倉からの追放を意味する「鎌倉中追却（追放）」や居住地からの追放刑がみられる。こうした傾向は室町幕府でもほぼ同様であり、戦国時代に入っても城下や管国（領国）からの追放の事例がみられる。
追放（追却）と流罪との違いは特定の所（居住地など）から追放するのみにとどまり、配所を定めない点にあるとされている。両者とも犯罪者を排除することで秩序を回復すること、犯罪者に対して主従・地縁などの社会的関係の絆を強制的に断絶させることを意図していた。ただし、追放の場合には受刑者を配所で管理監督を考慮する必要が無く、家中・荘園・村落などより狭い空間・集団内部でも実施可能であったことから、追放あるいはそれに相当する処分が社会で広く行われていた。例えば、村の掟・村法違反を犯した者に対して科した追放刑を村払・所払と称した。また、金剛峯寺の荘園であった紀伊国官省符荘では盗みや殺人を犯した者は財産を没収した上で追放に処せられていた（「金剛峯寺官省符荘住人解」『平安遺文』2043号）が、同じ荘園に関して出された別の文書（「（端裏）解状案是ハ京上案」『平安遺文』3098号）によれば、追放の背景として殺生を禁じられた寺院領で死刑は考えられないこと、追放して没収した住宅を（売却して）寺院の造営・修理に充てることは「善巧方便」「滅罪生善」につながるとして正当化している（ただし、実際には死刑が執行された事例もある）。これは自他の滅罪生善によって心の安穏を求めようとする中世人の考え方に合致し、荘園領主である寺院が没収した財物を自己の得分とする論理としても有効性をもっていたと考えられている。

### 近世
江戸時代に入ると江戸幕府・藩が追放刑を行うことが多く、初期の場合にはキリシタンなどに対する「日本国構」（すなわち国外追放）や耳きり・鼻そぎなどの身体刑と組み合わされるなど、過酷な事例も存在した。
江戸時代の刑罰体系では流刑として、離島に流す「遠島」と一定地域外に放逐する「追放」があった（『断家譜』などでも区別して記載されている）。このうち幕府法の下では遠島刑は死刑に次ぐ重罪とされた。各藩では藩律により一定しないものの、島がある藩では島流し、そうでない藩では終身永牢の刑が設けられた。
一方、一定地域外に放逐する「追放」は寛保2年（1742年）制定の『公事方御定書』まで未分離だった。その後、徳川吉宗が将軍であった時代に『公事方御定書』が編纂された結果、江戸幕府による追放刑は6等級および1つに整理され、御構場所（立入禁止区域）と闕所（財産没収の付加刑）の範疇によって軽重が定められた。
1. 重追放：住居の国（居住していた国）・犯罪の国（事件を起こした国）および武蔵国・山城国・摂津国・和泉国・大和国・肥前国・下野国・甲斐国・駿河国・相模国・上野国・安房国・上総国・下総国・常陸国の15か国並びに東海道筋・木曽路筋を御構場所とし、更に闕所として田畑・家屋敷・家財を没収。
2. 中追放：住居の国・犯罪の国および武蔵国・山城国・摂津国・和泉国・大和国・肥前国・下野国・甲斐国・駿河国の9か国並びに東海道筋・木曽路筋・日光道中を御構場所とし、更に闕所として田畑・家屋敷を没収。
3. 軽追放：住居の国・犯罪の国および江戸十里四方・京・大坂・東海道筋・日光・日光道中を御構場所とし、更に闕所として田畑を没収。「江戸十里四方」の定義については江戸十里四方追放を参照のこと。
4. 江戸十里四方追放:居住地および江戸日本橋から5里の圏内を御構場所とする。後者に該当する江戸を中心とした東西南北それぞれ10里の範囲にわたる地域を「江戸十里四方」と称した。
5. 江戸払：居住地（町方は居町・地方は居村）および江戸市中（品川・板橋・千住・四谷大木戸よりも内側と深川・本所の両地域）を御構場所とする。
6. 所払：居住地を御構場所とする。
7. 門前払：即座に奉行所の門前から叩きだすこと。『公事方御定書』に規定された追放刑ではないものの、その派生とする見方がある[1]。

追放刑は武士・庶民を問わず適用され武士は「浪人」・庶民は「無宿」とされたが、庶民の場合には延享2年（1745年）以後は軽追放以上の場合には住居の国・犯罪の国および江戸十里四方のみを御構場所とした。また、闕所は江戸十里四方追放以下には適用されなかったが、財産に関する犯罪の場合にはそれらの対象者に対しても田畑・家屋敷の闕所が実施された。
追放刑には原則的には無期刑であったが赦によって許される場合があった。追放された者が御構場所に入った場合には1等重い追放に処せられたが、生活上の必要からやむなく御構場所に立ち入る者も少なくなく、江戸払になった者が旅姿で江戸に潜入し、親の墓参りという言い訳によってお目こぼしを受けることもあった。更に浪人・無宿となった者が各地の街道筋や都市に流入して生活苦から犯罪を犯すことがあり、犯罪者を他所に追い払うために結果的には彼らをたらい回しにすることになって治安上の問題も生じた。そこで、安永7年（1778年）に再犯の恐れがある無宿を佐渡金山・佐渡銀山（鶴子・大須など）に送って水替人足として使役したり、寛政2年（1790年）に加役方人足寄場を設置して、そこに無宿を収容して更生を図ったりした。
実際に江戸における追放刑は、平松義郎によれば、幕末に追放刑に処された者の約8割が、加役方人足寄場に収容されていると指摘している。更に、追放刑に処せられる者は、死刑よりも少ない。また幕末の江戸における追放刑に処された者の種類別と加役方人足寄場有無別とその割合が以下の表のようになっている。
| 年                                 | 重追放           | 重追放           | 中追放           | 中追放           | 軽追放           | 軽追放           | 江戸十里四方追放 | 江戸十里四方追放 | 江戸払           | 江戸払           | 所払             | 所払             | 入墨刑の上追放   | 入墨刑の上追放   | 敲刑の上追放     | 敲刑の上追放     | 如元入墨の上追放 | 如元入墨の上追放 | 総計  | 内、人足寄場 収容者数 | 人足 寄場 収容率(%) |
| 年                                 | 人足寄場収容あり | 人足寄場収容なし | 人足寄場収容あり | 人足寄場収容なし | 人足寄場収容あり | 人足寄場収容なし | 人足寄場収容あり | 人足寄場収容なし | 人足寄場収容あり | 人足寄場収容なし | 人足寄場収容あり | 人足寄場収容なし | 人足寄場収容あり | 人足寄場収容なし | 人足寄場収容あり | 人足寄場収容なし | 人足寄場収容あり | 人足寄場収容なし | 総計  | 内、人足寄場 収容者数 | 人足 寄場 収容率(%) |
| ---------------------------------- | ---------------- | ---------------- | ---------------- | ---------------- | ---------------- | ---------------- | ---------------- | ---------------- | ---------------- | ---------------- | ---------------- | ---------------- | ---------------- | ---------------- | ---------------- | ---------------- | ---------------- | ---------------- | ----- | --------------------- | ------------------- |
| 1862年（文久2年）                  | 13               | 1                | 30               | 9                | 4                | 2                | 4                | 7                | 3                | 0                | 0                | 0                | 10               | 3                | 8                | 5                | 12               | 12               | 123   | 84                    | 68.3                |
| 1863年（文久3年）                  | 8                | 0                | 32               | 0                | 0                | 0                | 5                | 1                | 1                | 0                | 0                | 1                | 10               | 0                | 7                | 2                | 20               | 0                | 87    | 83                    | 95.4                |
| 1864年（元治元年）                 | 6                | 5                | 13               | 3                | 2                | 0                | 2                | 1                | 0                | 1                | 0                | 0                | 6                | 0                | 7                | 1                | 21               | 4                | 72    | 57                    | 79.2                |
| 1865年（慶応元年）5-12月           | 7                | 5                | 29               | 3                | 3                | 3                | 5                | 2                | 0                | 1                | 0                | 2                | 16               | 2                | 5                | 4                | 29               | 5                | 121   | 94                    | 77.7                |
| 追放種類別 (人足寄場収容有無) 総計 | 34               | 11               | 104              | 15               | 9                | 5                | 16               | 11               | 4                | 2                | 0                | 3                | 42               | 5                | 27               | 12               | 82               | 21               | 403   | 318                   | 78.9                |
| 追放種類別総計                     | 45               | 45               | 119              | 119              | 14               | 14               | 27               | 27               | 6                | 6                | 3                | 3                | 47               | 47               | 39               | 39               | 103              | 103              | 403   | -                     | -                   |
| 追放種類別割合（%）                | 11.2             | 11.2             | 29.5             | 29.5             | 3.5              | 3.5              | 6.7              | 6.7              | 1.5              | 1.5              | 0.7              | 0.7              | 11.7             | 11.7             | 9.7              | 9.7              | 25.6             | 25.6             | 100.0 | -                     | -                   |
| 追放種類別 人足寄場 収容率(%)      | 75.6             | 75.6             | 87.4             | 87.4             | 64.3             | 64.3             | 59.3             | 59.3             | 66.7             | 66.7             | 0.0              | 0.0              | 89.4             | 89.4             | 69.2             | 69.2             | 79.6             | 79.6             | -     | -                     | 78.9                |

- 上記の表には載っていない女性は、この期間中に8人が処せられている。

上記の表より、追放刑に処せられた15歳以上の男性江戸庶民で中追放に処せられたものが、追放刑に処せられた者の約3割近くを占めており、加役方人足寄場に約87%もの中追放科刑者が収容されている。更に、中追放に次いで多い如元入墨の上追放(過去に入墨刑を受けた者が入墨を抹削して、如元入墨をされて、併科の追放刑を受けた者)と3番目に多い入墨刑の上追放と4番目に多い重追放を含めれば、この4つの追放刑で約8割を占め、加役方人足寄場へ7割以上が収容されている。反対に、所払いで処されたもので、収容された者はいない。
だが、追放刑が抱えていた弊害や矛盾を解決することが出来なかった。この問題は明治元年（1868年）に、新政府が追放刑を停止して徒刑に代替させるまで続くことになった。なお、明治20年（1887年）に自由民権運動を弾圧するために制定された保安条例は、当時の内務大臣山縣有朋が、江戸十里四方追放・江戸払を参考に、東京（旧江戸）を御構場所とする追放刑として立法されたとする見方がある。